# العلاقات الإكوادورية المغربية
العلاقات الإكوادورية المغربية هي العلاقات الثنائية التي تجمع بين الإكوادور والمغرب. أعلنت وزيرة الشؤون الخارجية والتنقل البشري لجمهورية الإكوادور، غابرييلا سومرفيليد، عن الافتتاح المرتقب لسفارة بلادها بالعاصمة المغربية الرباط، والتي ستكون أول تمثيلية دبلوماسية للإكوادور بمنطقة المغرب العربي.
يتأسس هذا التعاون على تعزيز العلاقات الثنائية وتوسيع مجالات التعاون بين البلدين، خاصة في الجوانب الاقتصادية والتعليمية.

## مقارنة بين البلدين
هذه مقارنة عامة ومرجعية للدولتين:
| وجه المقارنة                                              | الإكوادور                      | المغرب                                 |
| --------------------------------------------------------- | ------------------------------ | -------------------------------------- |
| المساحة (كم2)                                             | 283.56 ألف                     | 710.85 ألف                             |
| عدد السكان (نسمة)                                         | 16.62 مليون                    | 36.07 مليون                            |
| الكثافة السكانية (ن./كم²)                                 | 58.61                          | 50.74                                  |
| العاصمة                                                   | كيتو                           | الرباط                                 |
| اللغة الرسمية                                             | اللغة الإسبانية، كيشوا ‏، شوار ‏ | اللغة العربية، أمازيغية معيارية مغربية |
| العملة                                                    | دولار أمريكي، سوكري إكوادوري   | درهم مغربي                             |
| الناتج المحلي الإجمالي (بليون دولار)                      | 103.06 مليار                   | 109.14 مليار                           |
| الناتج المحلي الإجمالي (تعادل القوة الشرائية) بليون دولار | 185.24 مليار                   | 274.06 مليار                           |
| الناتج المحلي الإجمالي الاسمي للفرد دولار أمريكي          | 6.21 ألف                       | 2.88 ألف                               |
| الناتج المحلي الإجمالي للفرد دولار أمريكي                 | 11.37 ألف                      | 7.49 ألف                               |
| مؤشر التنمية البشرية                                      | 0.746                          | 0.628                                  |
| رمز المكالمات الدولي                                      | +593                           | +212                                   |
| رمز الإنترنت                                              | .ec                            | .ma                                    |
| المنطقة الزمنية                                           | 00                             | ت ع م+01:00                            |

## منظمات دولية مشتركة
يشترك البلدان في عضوية مجموعة من المنظمات الدولية، منها:
| علم المنظمة | اسم المنظمة                        | تاريخ انضمام الإكوادور | تاريخ انضمام المغرب |
| ----------- | ---------------------------------- | ---------------------- | ------------------- |
|             | مؤسسة التنمية الدولية              | 7 نوفمبر 1961          | 29 ديسمبر 1960      |
|             | يونسكو                             | 22 يناير 1947          | 7 نوفمبر 1956       |
|             | وكالة ضمان الاستثمار متعدد الأطراف | 12 أبريل 1988          | 17 سبتمبر 1992      |
|             | الأمم المتحدة                      | 21 ديسمبر 1945         | 12 نوفمبر 1956      |
|             | الفريق المعني برصد الأرض           | ?                      | ?                   |
|             | الاتحاد البريدي العالمي            | ?                      | ?                   |
|             | البنك الدولي للإنشاء والتعمير      | 28 ديسمبر 1945         | 25 أبريل 1958       |
|             | المنظمة الهيدروغرافية الدولية      | ?                      | ?                   |
|             | الاتحاد الدولي للاتصالات           | 17 أبريل 1920          | 1 نوفمبر 1956       |
|             | منظمة حظر الأسلحة الكيميائية       | ?                      | ?                   |
|             | مؤسسة التمويل الدولية              | 20 يوليو 1956          | 30 أغسطس 1962       |
|             | منظمة التجارة العالمية             | ?                      | 1995                |
|             | منظمة الشرطة الجنائية الدولية      | ?                      | ?                   |

## موقف الاكوادور بشأن قضية الصحراء
إن تطور العلاقات الثنائية بين المغرب والإكوادور، عرف تطورا ملحوظا في الآونة الأخيرة، وهو ما جعل من هذه الأخيرة تعلن في العاصمة الرباط، دعمها الكامل لمخطط الحكم الذاتي الذي تقدم به المغرب لحل النزاع الإقليمي حول قضية الصحراء، واصفة إياه بالأساس الأكثر جدية ومصداقية للتوصل إلى حل نهائي لهذا الخلاف. وتجدر الإشارة إلى أن جمهورية الإكوادور كانت قد سحبت، في 22 أكتوبر 2024، اعترافها بالجمهورية الصحراوية.

## افتتاح سفارة كيتو في الرباط
في خطوة دبلوماسية نوعية، أعلنت جمهورية الإكوادور، عن افتتاح سفارة لها بالعاصمة المغربية الرباط، لتكون أول تمثيلية دبلوماسية لها في منطقة شمال وغرب إفريقيا، وهذا الحدث جاء في إطار زيارة رسمية قامت بها وزيرة العلاقات الخارجية والتنقل البشري الإكوادورية، غابرييلا سومرفيلد، إلى المغرب، وذلك من أجل توطيد الشراكة الاقتصادية والسياسية والأمنية بين البلدين الشقيقين.

## وصلات خارجية
- موقع وزارة الخارجية الإكوادورية
- موقع وزارة الخارجية المغربية